# CA Ferroviário (Curitiba)
CA Ferroviário was een Braziliaanse voetbalclub uit de stad Curitiba in de staat Paraná.

## Geschiedenis
De club werd in 1930 opgericht. Ze werden acht keer staatskampioen. In 1971 fuseerde de club met Britânia Sport Club, Palestra Itália FC en werd zo Colorado EC. Deze club fuseerde op zijn beurt met EC Pinheiros in 1989 en werd zo Paraná Clube.

## Erelijst
Campeonato Paranaense
1937, 1938, 1944, 1948, 1950, 1953, 1965, 1966